# U.S. Bank Center (Phoenix)
El U.S. Bank Center es un edificio de gran altura ubicado en Phoenix, Arizona, Estados Unidos, siendo el segundo edificio más alto del estado de Arizona. Construido en 1976, mide 407 pies (124,1 m) alto.

## Historia
El diseño fue lanzado en 1973 por Thomas F. Marshall, quien en ese momento trabajaba para la firma Kelley-Marshall & Associates de Tulsa Oklahoma. En 1974, Marshall formó su propia firma, Thomas F. Marshall Associates. El arquitecto asociado fue Schoenberger, Straub, Florence & Associates de Phoenix. Varney, Sexton y Sydnor Associates consultaron a los arquitectos sobre el proyecto. La construcción se inició en 1974 y la torre fue construida por M. M. Sundt Construction Company de Phoenix. En 1975, cuando el edificio estaba aproximadamente a la mitad, Del E. Webb Realty & Management Company, una subsidiaria de Del E. Webb Corporation, fue nombrada administradora de propiedades y arrendamiento. La firma Webb también trabajó como gerente de proyecto de Sundt durante el último año de construcción. Cuando se construyó, sirvió como sede de Arizona Bancwest, empresa matriz de The Arizona Bank, que (después de que Arizona aprobara una legislación que permitía la banca interestatal) fue adquirida por Security Pacific Bank, con sede en Los Ángeles, en 1986 (a su vez adquirido por Bank of America en 1992). Luego, Bank of America ocupó la torre hasta el año 2000, cuando se construyó la Torre Bank of America en el Collier Center. En enero de 2005, esta torre pasó a llamarse U.S. Bank Center y se sometió a una modesta renovación para reflejar al inquilino más nuevo y más grande del edificio. Se agregaron nuevos restaurantes en la planta baja y se volvió a pintar el edificio; Los restaurantes han cerrado desde entonces. Los nuevos carteles del U.S. Bank se instalaron en febrero de 2005. En septiembre de 2022, US Bank abandonó la torre y los carteles fueron retirados poco después.
El edificio está diseñado en estilo internacional. Sobre el vestíbulo se encuentra un garaje de siete niveles. La torre se eleva 23 pisos adicionales para un total de 31 plantas sobre rasante.
El edificio también fue el primer rascacielos en Phoenix construido con un sistema automático de rociadores contra incendios.